# Navigli

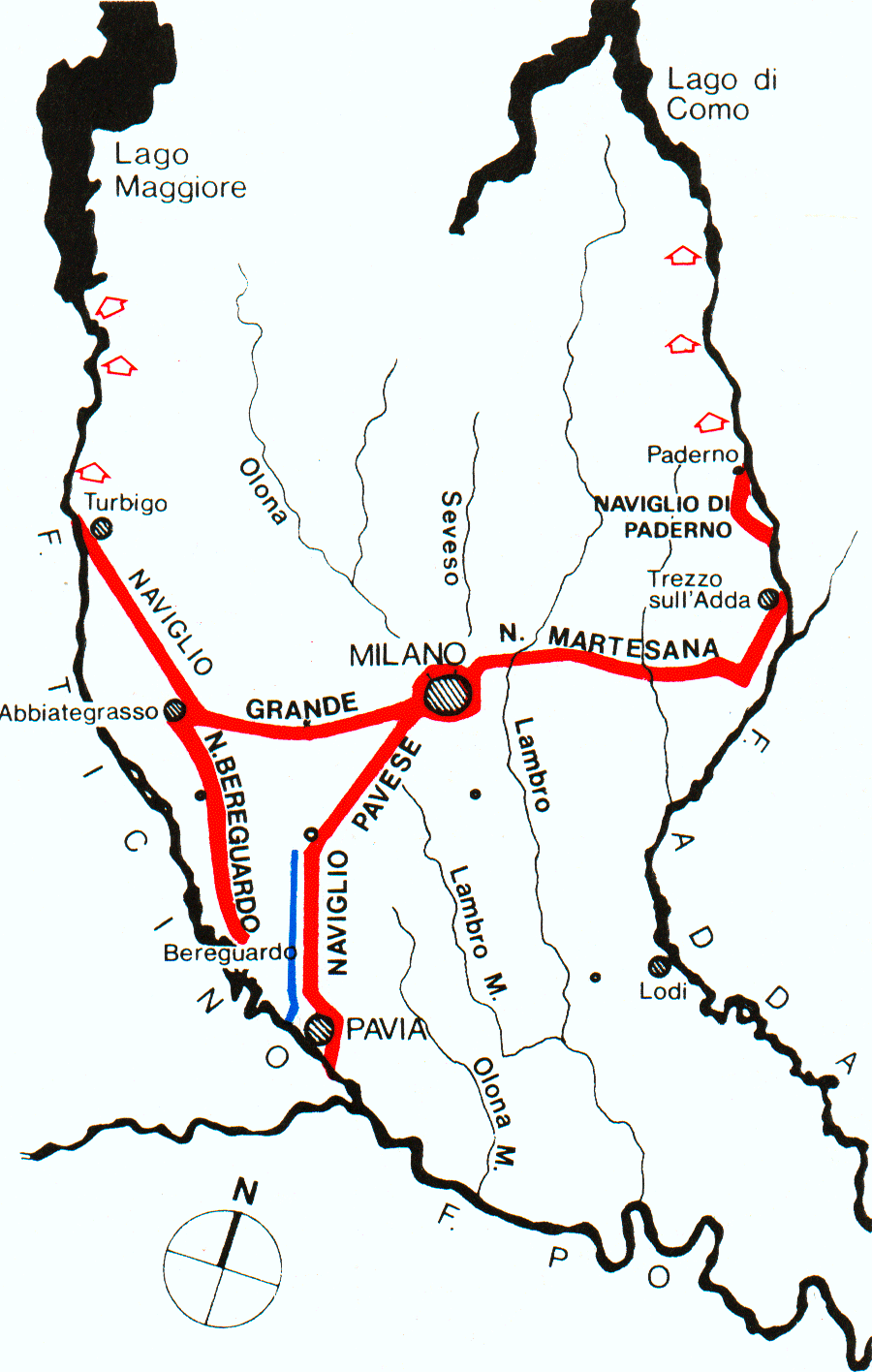
Navigli um Mailand und Pavia

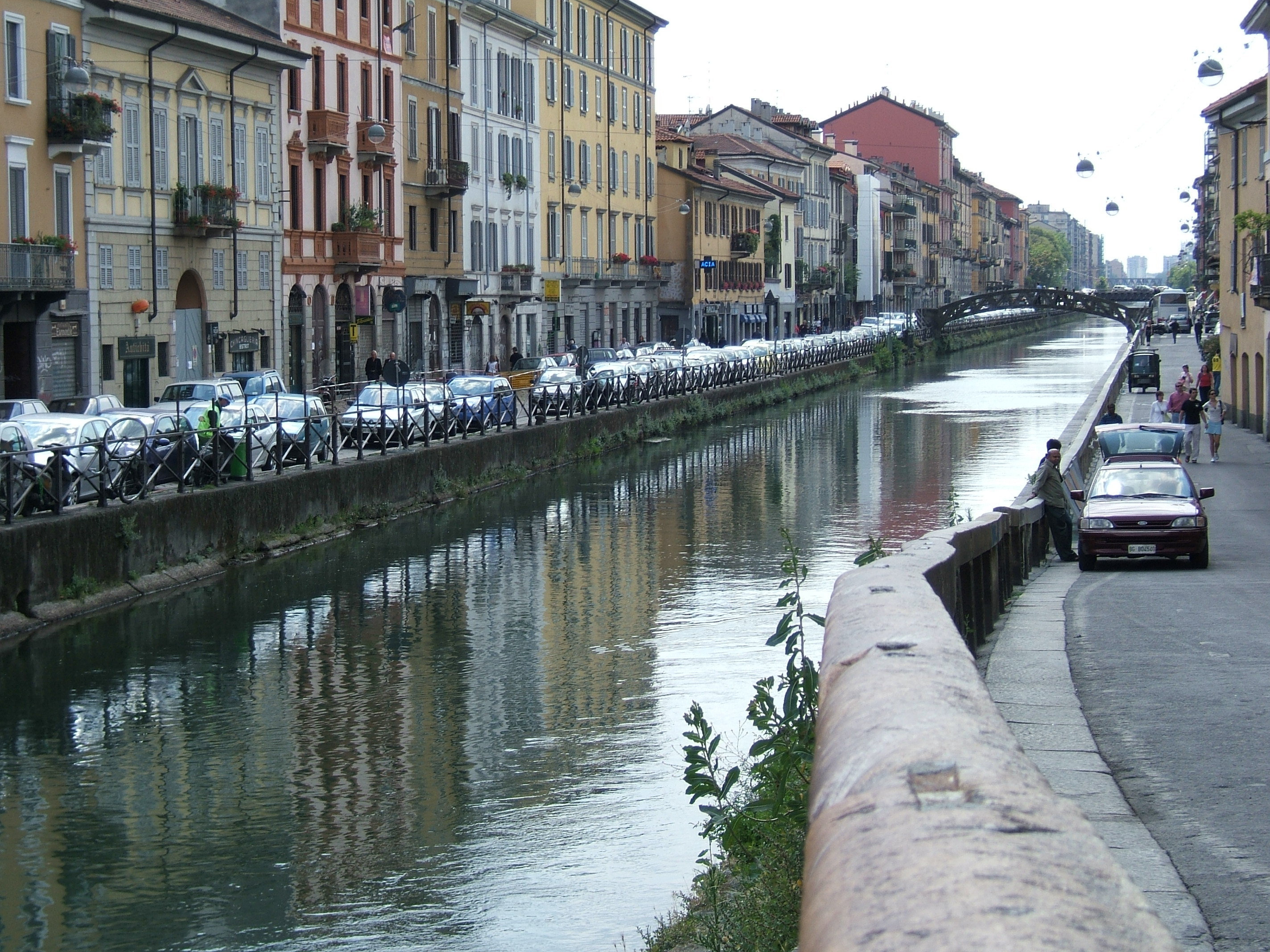
Der Naviglio Grande

Navigli (bzw. im Singular Naviglio) heißen die bis ins 20. Jahrhundert typischen Kanäle in und um Mailand, deren Nutzung als Verkehrswege schon in der Antike zum Wohlstand des alten Mediolanum beitrug.

## Geschichte
Der in der Spätantike zur Metropole aufgestiegene Ort Mailand verdankte den Wiederaufstieg im frühen Mittelalter nicht zuletzt der um 1000 n. Chr. beginnenden Wiederinstandsetzung seines antiken Kanalsystems.
Der älteste der Mailänder Kanäle hieß Vettabia (von lateinisch vectabilis, schiffbar) und stammt aus der Zeit Kaiser Hadrians (dürfte aber älteren Ursprungs sein). Um das Jahr 1100 begann die Stadt den Bau. Im Lauf der Jahrhunderte und infolge der Verbesserung der Technik beim Schleusenbau wurde er zum Zentrum und Verteilerkreis eines enormen Netzes an Kanälen, dessen heute abgeschnittene Hauptachsen der Naviglio Grande, der Naviglio Pavese und der Naviglio della Martesana waren. Der Naviglio Grande bringt Wasser aus dem Ticino-Fluss, die Martesana kommt vom Adda, und der Naviglio Pavese zielt auf Pavia und den Zusammenfluss des Ticino mit dem Po. Die Schifffahrtsverbindung zur Adria wurde schon im 15. Jahrhundert geplant, aber erst unter der Herrschaft Napoleons vollendet.
Zu den Zeiten, da der Straßentransport langsam und beschwerlich war, bedeuteten solche Kanalverbindungen in der fruchtbaren Ebene enorme wirtschaftliche Vorteile. Dazu kam die – infolge der Verbreitung der Wassermühle im frühen Mittelalter – große energetische Bedeutung der wasserreichen Alpenflüsse.
Der Mailänder Dom wurde mit Marmor aus den Alpen errichtet, der über Navigli praktisch bis an den Bauplatz gebracht wurde: Gian Galeazzo Visconti ließ zu Ende des 14. Jahrhunderts einen Stichkanal errichten, der bis 250 Meter an die Dombaustelle heranführte.
Unter der spanischen Herrschaft wurden die Stadtmauern von Mailand bis 1560 modernisiert und der verbesserten Artillerietechnik angepasst. Mit dem Bau der neuen Renaissance-Befestigungsanlagen wanderte der innere Verteilerkreis des Mailänder Kanalsystems hinter den Ring der Bastionen.

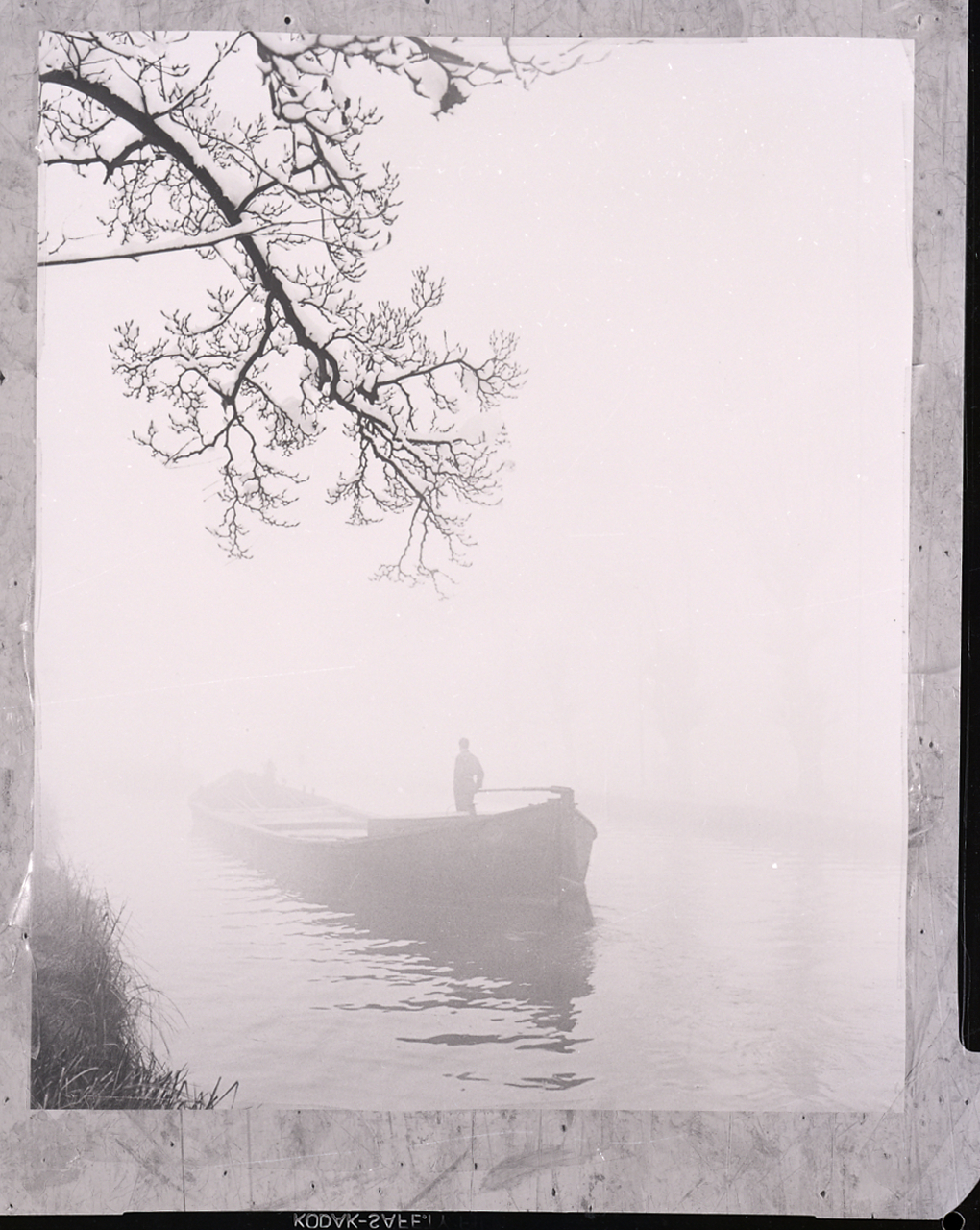
Naviglio, Foto von 1979

Der so genannte „Künstlerplan“ der Stadtgestaltung Mailands in der Epoche Napoleons (1807) ließ das System der Navigli noch unangetastet, ab der Gründerzeit begann allerdings der Niedergang der Mailänder Kanäle. Der Domhafen war schon 1857 zugeschüttet worden, 1877 wurde mit der Überwölbung des inneren Kanalrings begonnen und in der Epoche Mussolinis 1929 bis 1934 mit Rücksicht auf den wachsenden Individualverkehr die Hauptarbeit geleistet. 1969 wurde schließlich das Bett des Ringkanals großteils mit Zement aufgefüllt. Große Kritik gab es dabei unter anderem an der Zerstörung des „Vicolo dei Lavandai“, der „Wäschergasse“. Immerhin waren die Proteste insoweit erfolgreich, als wenigstens einige periphere Abschnitte des Naviglio Grande und Naviglio Pavese sowie das Hafenbecken der Darsena erhalten blieben. Heute wird das fast völlige Verschwinden der Mailänder Navigli im Allgemeinen beklagt; allerdings haben sie ihre Transportfunktion mit dem Aufkommen der Bahn und des modernen öffentlichen und individuellen Verkehrs verloren, im Sommer waren sie zudem für die Anrainer durch unangenehmen Geruch und die Stechmückenplage eine Belästigung.